# اتفاقية العمل المنزلي

## نظرة عامة
قد أنشئت في عام 1996، وجاء في الديباجة ما يلي:
وإذ تشير إلى أن الظروف الخاصة التي تميز العمل المنزلي تجعل من المستصوب تحسين تطبيق تلك الاتفاقيات والتوصيات على العاملين في المنازل، واستكمالها بمعايير تراعي الخصائص الخاصة للعمل المنزلي،
وتوفر الاتفاقية الحماية للعاملين في المنازل، وتمنحهم حقوقا متساوية فيما يتعلق بالصحة والسلامة في مكان العمل، وحقوق الضمان الاجتماعي، والحصول على التدريب، والأجور، والحد الأدنى لسن العمل، وحماية الأمومة، وغير ذلك من الحقوق.

## أهداف اتفاقية العمل المنزلي
كما تنطبق القوانين واللوائح الوطنية المتعلقة بالسلامة والصحة في العمل على العمل المنزلي. عند العمل في المنزل، يجب تكييف ظروف معينة لضمان بيئة عمل آمنة وصحية.

## التصديقات
وقد تم التصديق على الاتفاقية من قبل 10 بلدان اعتبارا من عام 2013:
ألبانيا
الأرجنتين
بلجيكا
البوسنة وهيرسغوفينا
بلغاريا
فنلندا
أيرلندا
هولندا
طاجيكستان
جمهورية مقدونيا